# Hickmanoxyomma cristatum
Hickmanoxyomma cristatum is een hooiwagen uit de familie Triaenonychidae.